# Joseph Gustav Mraczek

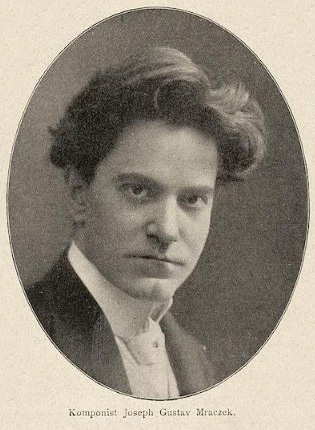
Joseph Gustav Mraczek (1913)

Joseph Gustav Mraczek (* 12. März 1878 in Brünn; † 24. Dezember 1944 in Dresden) war ein deutscher Geiger, Komponist, Dirigent und Musiklehrer tschechischer Herkunft.

## Leben
Joseph Gustav Mraczek war der Sohn des Solocellisten des Opernorchesters in Brünn und Lehrers  am dortigen Konservatorium František Mraczek (1842–1898) und seiner Ehefrau Katharina geborene Hambek. Ersten Musikunterricht erhielt er bei seinem Vater. An der Brünner Musikakademie studierte er Violine bei Karl Koretz (1885–1933) und Musiktheorie bei Otto Kitzler (1834–1915). 1894 setzte er sein Studium am Wiener Konservatorium der Gesellschaft der Musikfreunde fort, das er 1896 abschloss. Hier waren seine Lehrer Joseph  Hellmesberger d. J. (1855–1907), Hermann Grädener (1844–1929), Stefan Stocker (1845–1910) und Ferdinand Löwe (1865–1925).
Nach einem Reisejahr 1896/97 war Mraczek von 1897 bis 1901 Konzertmeister des Brünner Stadttheaters und von 1898 bis 1918 Violinlehrer an der dortigen Musikvereinsschule, die ihm 1918 den Titel Professor verlieh. 1919 übersiedelte er nach Dresden und wirkte dort als Professor für Kompositionslehre am Konservatorium. Von 1923 bis 1924 war er Chefdirigent des Dresdner Philharmonischen Orchesters und bereits ab 1919 sein ständiger Gastdirigent. 1928 gründete er ein eigenes Kammerorchester.
Mraczek war zweimal verheiratet. 1902 ehelichte er in Brünn Marie Schneller. Aus dieser Ehe stammten die Kinder Josef Karl und Marie. Josef Karl Mraczek (1902–1928) wurde ebenfalls Komponist. In Dresden heiratete Joseph Gustav Mraczek 1921 Emma Brücke.

## Schaffen

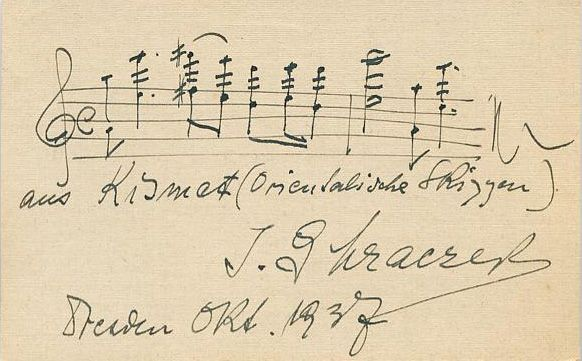
Autograph Mraczeks

Das kompositorische Schaffen Mraczeks ist breit gefächert. Er schrieb Ballettmusik, symphonische Dichtungen, wie zum Beispiel Max und Moritz und Kismet, Kammermusik, Messen, Chorwerke und Lieder. Sein wichtigstes Genre aber war die Oper, auf deren Gebiet er auch die größten Erfolge errang.
Seine Musik ist beeinflusst vom Schaffen romantischer Autoren, wie zum Beispiel Richard Strauss (1864–1949), und wird von Musikwissenschaftlern als expressionistisch eingestuft.

## Werke (Auswahl)
- 1902: Der gläserne Pantoffel, Oper (Premiere in Brünn)
- 1909: Der Traum, Oper (Premiere in Brünn)
- 1915: Aebelö, Oper (Premiere in Breslau)
- 1921: Ikdar, Oper (Premiere in Dresden)
- 1927: Madonna am Wiesenzaun oder Herrn Dürers Bild, Oper (Premiere in Hannover)
- 1936:  Der arme Tobias, sinfonische Oper für Rundfunk- oder Konzertaufführung